# Miralrío
Miralrío település Spanyolországban, Guadalajara tartományban. Miralrío Villanueva de Argecilla és Jadraque községekkel határos. Lakosainak száma 55 fő (2024).

## Népesség
A település népessége az utóbbi években az alábbiak szerint változott:
| Lakosok száma | 93   | 76   | 76   | 86   | 88   | 68   | 64   | 51   | 59   | 55   |
|               | 2001 | 2004 | 2006 | 2009 | 2011 | 2014 | 2016 | 2019 | 2021 | 2024 |